# Tuesday's Gone
Tuesday's Gone est une chanson du groupe de rock Lynyrd Skynyrd écrite par Ronnie Van Zant et Allen Collins. Elle est la deuxième chanson à paraitre sur le premier album du groupe (pronounced 'lĕh-'nérd 'skin-'nérd). La chanson apparaît également sur le premier album live du groupe, One More from the Road.

## Personnel

### Lynyrd Skynyrd
- Ronnie Van Zant : Chant
- Gary Rossington : guitare lead
- Allen Collins : Guitare Rythmique
- Billy Powell : Piano

### Autres musiciens
- Al Kooper : Basse, Mellotron et Chœurs
- Robert Nix : Batterie